# Tim Stimpson
Timothy Richard George Stimpson, detto Tim (Liverpool, 10 settembre 1973), è un ex rugbista a 15 e imprenditore britannico, in carriera estremo di Newcastle e Leicester, e internazionale per l'Inghilterra e per i British and Irish Lions; detiene il record di cinque titoli di campione inglese vinti consecutivamente (seppure con due squadre diverse).

## Biografia
Nativo di Liverpool, città in cui suo padre Jeff giocava nel ruolo di tre quarti centro per il St. Helen's, Tim Stimpson iniziò a giocare a rugby a quattro anni a Wakefield, nel West Yorkshire, dove suo padre si era trasferito nel ruolo di giocatore-allenatore, poi a 15 anni entrò nella squadra di rugby della sua scuola superiore e successivamente in quella dell'Università di Durham, dove si laureò in antropologia.
Durante la sua frequenza nelle rappresentative scolastiche, era stato chiamato a più riprese a giocare per le varie categorie giovanili dell'Inghilterra, dalla Under-16 fino alla Nazionale A; nel 1995 entrò, ancora dilettante, nel West Hartlepool, all'epoca ancora in Premiership, e da lì fu notato dai club più prestigiosi, tanto che a maggio 1996 fu messo sotto contratto dal Newcastle, all'epoca in seconda divisione, ma che aveva propositi di pronta risalita; a novembre 1996 fu convocato per la prima volta in Nazionale inglese per un test match a Twickenham contro l'Italia, e nel 1997 condusse alla promozione il Newcastle; a giugno di quell'anno fu convocato nei British and Irish Lions in occasione del loro tour in Sudafrica: i Lions vinsero la serie 2-1 e Stimpson fu schierato solo nell'ultimo dei tre test match contro gli Springbok, peraltro senza marcare punti; tuttavia vanta la singolarità di essere il miglior marcatore in assoluto del tour con 111 punti, anche se realizzati tutti negli incontri infrasettimanali con le province sudafricane.
Nella stagione successiva, problemi contrattuali con il tecnico Rob Andrew, che lo aveva messo nella lista in uscita, anche se poi successivamente rimase in squadra, gli impedirono di essere utilizzato frequentemente; Stimpson scese in campo in soli 4 incontri di campionato, sufficienti però a farlo fregiare del titolo di campione d'Inghilterra al termine della stagione 1997-98.
Ormai insanabile la frattura con il Newcastle, Stimpson si trasferì a Leicester, dove, in quattro stagioni e mezzo, vinse quattro titoli consecutivi di campione d'Inghilterra che, uniti a quello già vinto con Newcastle, lo resero il primo (e a tutt'oggi l'unico) giocatore ad avere vinto cinque Premiership in serie.
Oltre a tale significativo record, Stimpson vanta anche un pesante contributo nella conquista del primo titolo di campione d'Europa della squadra inglese: nella finale di Parigi della Heineken Cup 2000-01, proprio contro i padroni di casa dello Stade français: dei 19 punti che marcò dei 34 con cui Leicester vinse, i due finali, frutto della trasformazione di una meta di Leon Lloyd al 79', furono quelli che misero la squadra al riparo da una possibile rimonta, con 4 punti di vantaggio e a tempo scaduto, visto che Diego Domínguez aveva quel giorno marcato tutti i 30 punti dei francesi con 9 piazzati e un drop.
Nel 2003, dopo quattro stagioni in cui Stimpson era stato anche il miglior realizzatore di punti del club, il giocatore si trasferì in Francia al Perpignano, ma a causa di un infortunio al ginocchio non scese mai in campo e perse anche l'occasione di essere convocato alla Coppa del Mondo di rugby 2003, competizione alla quale, nonostante il suo curriculum di club, non riuscì mai a prendere parte.
Tornato in Inghilterra fu ingaggiato dal Leeds Tykes ma la sua esperienza durò poco più di un anno e sedici incontri di campionato: mai completamente ripresosi dall'infortunio al ginocchio, dichiarò il suo ritiro dalle competizioni nel gennaio 2006.
Dopo la fine della sua attività rugbistica Stimpson ha fondato una sua compagnia finanziaria con l'obiettivo di raccogliere fondi per lo sport di base e opere di beneficenza; si è anche dedicato saltuariamente all'allenamento.

## Palmarès
- Premiership: 5
Newcastle: 1997-98
Leicester: 1998-99, 1999-2000, 2000-01, 2001-02
- Heineken Cup: 2
Leicester: 2000-01, 2001-02